# António André
António dos Santos Ferreira André (født 24. december 1957 i Vila do Conde, Portugal) er en tidligere portugisisk fodboldspiller (defensiv midtbane).
André tilbragte størstedelen af sin karriere hos FC Porto, hvor han spillede i 11 sæsoner. Her var han med til at vinde hele syv portugisiske mesteskaber, tre pokaltitler samt Mesterholdenes Europa Cup i 1987. I sidstnævnte spillede han hele kampen i finalesejren over Bayern München.
André spillede desuden 19 kampe og scorede ét mål for Portugals landshold. Han var med i landets trup til VM i 1986 i Frankrig. Her spillede han to af landets tre kampe i turneringen, hvor holdet blev slået ud efter det indledende gruppespil.

## Titler
Primeira Liga
- 1985, 1986, 1988, 1990, 1992, 1993 og 1995 med FC Porto

Taça de Portugal
- 1988, 1991 og 1994 med FC Porto

Portugals Supercup
- 1984, 1986, 1990, 1991, 1993 og 1994 med FC Porto

Mesterholdenes Europa Cup
- 1987 med FC Porto

UEFA Super Cup
- 1987 med FC Porto

Intercontinental Cup
- 1987 med FC Porto